# Leptodactylinae
A Leptodactylinae a kétéltűek (Amphibia) osztályába, a békák (Anura) rendjébe és a füttyentőbéka-félék (Leptodactylidae) családjába tartozó alcsalád.

## Elterjedése
Az alcsaládba tartozó békák Texas déli részétől és Mexikótól Brazíliáig, valamint a Karib-térség északi részén honosak.

## Taxonómiai helyzete
Az alcsaládot Pyron és Wiens 2011-ben a Leiuperinae és Paratelmatobiinae testvér taxonjanként határozta meg.

## Rendszerezésük
Az alcsaládba tartozó nemek:
- Adenomera Steindachner, 1867
- Hydrolaetare Gallardo, 1963
- Leptodactylus Fitzinger, 1826
- Lithodytes Fitzinger, 1843